# Броутън (остров)

Броутън (на английски: Broughton Island) е 34-тият по големина остров край западните брегове на Канада в Тихия океан. Площта му е 135 км2, която му отрежда 140-о място сред островите на Канада. Административно принадлежи към канадската провинция Британска Колумбия. Необитаем
Островът се намира край западното крайбрежие на Британска Колумбия, от което е отделен чрез протоците Сътлей на север и Пенфрас на североизток. Остров Броутън е най-големият от групата оострови Броутън, която включва още островите Норт Броутън на северозопад, отделен чрез протока Картър и Идън, Бейкър, Бонуик, Марс и други на юг, отделени чрез залива Файф. Зад тях на ютоизток е остров Гилфорд, а протока Кралица Шарлота на югозапад го отделя от бреговете на остров Ванкувър. Броутън има западно източно простиране с дължина от 29 км, а максималната му ширина достига до 8,5 км.
Бреговата линия с дължина 142 км е изключително силно разчленена, като на 1 км бряг се падат едва 0,95 км2 суша, което го прави един от канадските острови с най-разчленено крайбрежие. На север, дълбоко в сушата се врязват заливите Гринуей и Броутън, на юг е лагуната Букър, която заедно със залива Гринуей почти разполовява острова, а на изток е п-ов Пиърс.
Релефът на запад е хълмист, а на изток нископланиниски с максимална височина от 571 м (връх Стоуни) в най-източната част на острова. Има няколко езера – Броутън, Мей и други по-малки.
Климатът е умерен, морски, влажен, предпоставка за пълноводни почти през цялата година къси реки. Голяма част от острова е покрита с гъсти иглолистни гори, които предоставят идеални условия за богат животински свят.
Островът е открит и първоначално изследван и картиран през лятото на 1792 г. от британската правителствена експедиция, възглавявана от Джордж Ванкувър (1791-1795), който кръщава новооткрития остров и целия архипелаг в чест на помощника си Уилям Робърт Броутън, командир на втория кораб „Чатъм“